# Ignacy Ryszard Danka

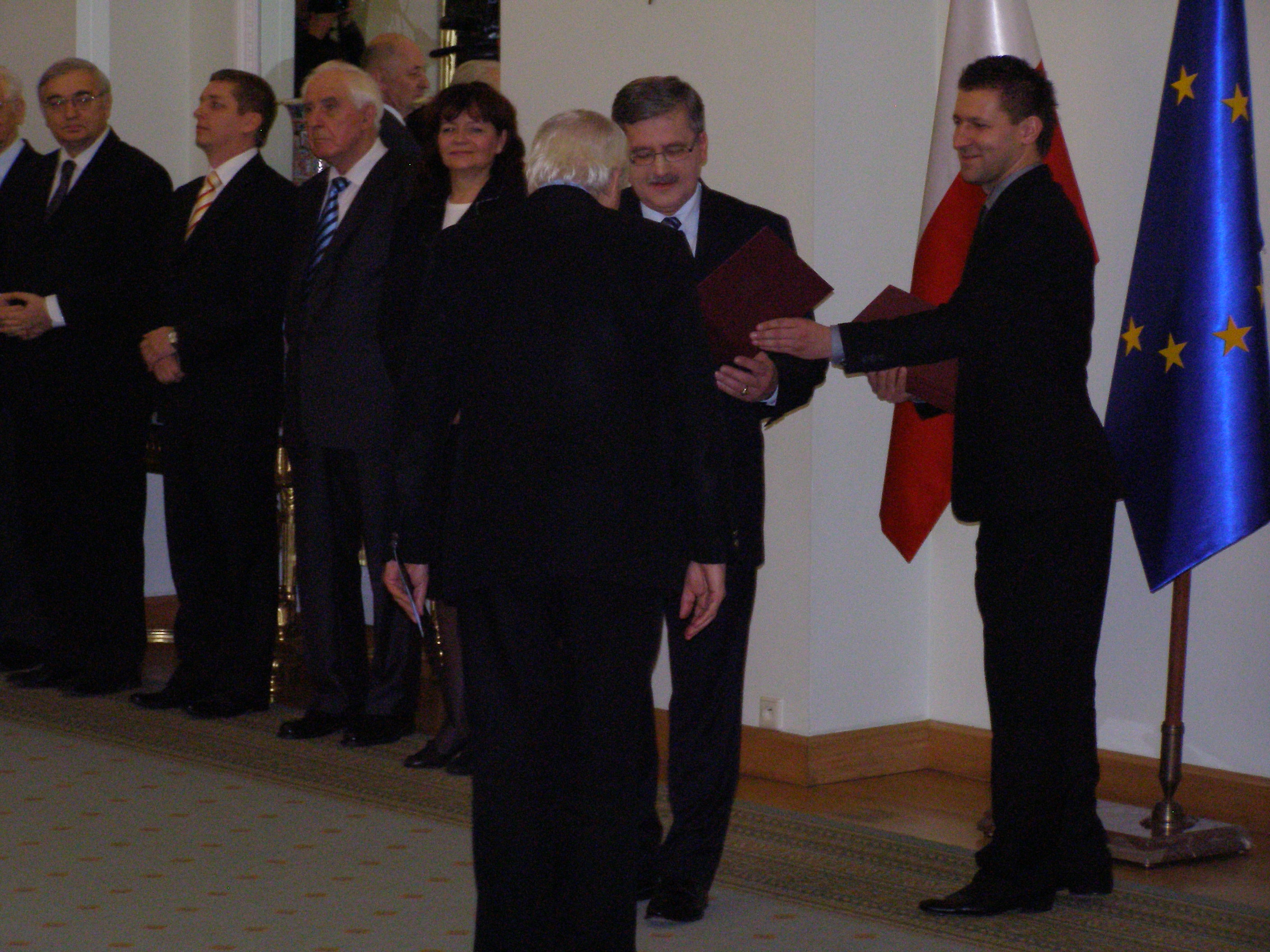
Prezydent Polski Bronisław Komorowski wręcza Ignacemu Ryszardowi Dance nominację profesorską

Ignacy Ryszard Danka (ur. 26 czerwca 1937 w Łodzi) – polski filolog klasyczny, językoznawca, religioznawca, specjalista z zakresu indoeuropeistyki, kierownik Katedry Filologii Klasycznej UŁ w latach 1996–2005, emerytowany profesor Uniwersytetu Łódzkiego, aktualnie profesor zwyczajny Wyższej Szkoły Studiów Międzynarodowych w Łodzi, członek Komisji Językoznawczej PAN.

## Wykształcenie
Po ukończeniu Technikum Księgarskiego w Łodzi studiował filologię klasyczną na Uniwersytecie Warszawskim (w latach 1957–1962) pod kierunkiem prof. Kazimierza Kumanieckiego i prof. Lidii Winniczuk. Podjął także studia w zakresie indologii na Uniwersytecie Warszawskim pod kierunkiem prof. Eugeniusza Słuszkiewicza oraz Hiranmoya Ghoshala. I.R. Danka zapoznał się z sanskrytem, językami hindi i urdu, a także z dialektem polskich cyganów nizinnych. W roku 1962 uzyskał tytuł zawodowy magistra filologii klasycznej na podstawie pracy De Babylonia Gilgamide cum carminibus Homeri comparata (promotor: prof. dr hab. Kazimierz Kumaniecki).

## Praca naukowa
W roku 1962 powrócił do Łodzi i rozpoczął pracę w Katedrze Filologii Klasycznej Uniwersytetu Łódzkiego jako asystent. W roku 1963 objął stanowisko starszego asystenta. W roku 1969 uzyskał stopień doktora nauk humanistycznych na podstawie dysertacji pt. Pierwotny charakter Letoidów (Apollo, Artemida) i ich hipostazy w świetle epitetów homeryckich (promotor: prof. Stefan Oświecimski).
W 1983 roku na Uniwersytecie Jagiellońskim uzyskał stopień naukowy doktora habilitowanego na podstawie rozprawy habilitacyjnej pt. Stanowisko języków anatolijskich w rodzinie indoeuropejskiej i ich wzajemne stosunki. W tym samym roku został mianowany kierownikiem Pracowni Słownika Języka Indoeuropejskiego. W 1995 uruchomił serię wydawniczą „Collectanea Philologica”, a w 1997 rozpoczął wydawanie czasopisma naukowego „Studia Indogermanica Lodziensia”.
Od 1 października 1996 do 30 września 2005 pełnił funkcję kierownika Katedry Filologii Klasycznej UŁ. W latach 2002–2007 był kierownikiem Zakładu Językoznawstwa i Indoeuropeistyki przy KFK UŁ. Wypromował 43 magistrów i 6 doktorów.
W 2007 przeszedł na emeryturę. Niebawem podjął zatrudnienie w Wyższej Szkole Studiów Międzynarodowych w Łodzi na etacie profesorskim, gdzie obecnie pracuje.
22 listopada 2010 odebrał nominację na profesora z rąk prezydenta Rzeczypospolitej Polskiej Bronisława Komorowskiego.
10 stycznia 2011 został powołany na członka Komisji Językoznawczej PAN, Oddział w Łodzi, na kadencję 2011–2014.

### Zainteresowania
W obrębie zainteresowań prof. I.R. Danki pozostają: języki indoeuropejskie, w tym zwłaszcza języki anatolijskie, język cygański, wczesna religia Greków, wierzenia rzymskie, twórczość literacka Owidiusza.

### Ważniejsze publikacje naukowe
- Problem praojczyzny Indoeuropejczyków, „Rozprawy Komisji Językowej ŁTN” 12, 1966, s. 83-122.
- Anatolijskie kontynuanty praindoeuropejskich spółgłosek laryngalnych, „Rozprawy Komisji Językowej ŁTN” 24, s. 25–38.
- Stanowisko języków anatolijskich w rodzinie indoeuropejskiej i ich wzajemne związki, Acta Universitatis Lodzienses. Folia Linguistica 4, Wyd. UŁ, Łódź 1983.
- Języki anatolijskie, [w:] Leszek Bednarczuk (red.), Języki indoeuropejskie, t. 1, Warszawa 1986, s. 275–339.
- Pierwotny charakter Apollina i Artemidy. Studium na temat pochodzenia Letoidów i ich związków z innymi bogami, Wrocław – Warszawa – Kraków – Gdańsk – Łódź 1987, Zakład Narodowy im. Ossolińskich, Wyd. PAN.
- Some Problems of Indo-European Lexicography, [w:] Meaning and Lexicography. Edited by J. Tomaszczyk and Barbara Lewandowska-Tomaszczyk (Linguistic and Literary Studies in Eastern Europe, Volume 28). Amsterdam / Philadelphia 1990, John Benjamins Publishing Company, s. 315-325.
- Old Sacral Songs about the Beginning of the Universe, „Orpheus. Journal of Indo-European and Thracian Studies” 6, 1996, s. 5–16.
- De Babylonia Gilgamide cum Homeri carminibus comparata, Łódź 1998, Wyd. UŁ.
- Wprowadzenie nazw dni tygodnia na indoeuropejskim i ugrofińskim obszarze językowym, „Biuletyn Polskiego Towarzystwa Językoznawczego” 55, 1999, s. 105–119.
- The Origin of the Indo-European Labiovelar Consonants, „Studia Indogermanica Lodziensia” 5, 2003, s. 39–49.
- Pelazgowie autochtoni Hellady – Pochodzenie, język, religia, Wydawnictwo Uniwersytetu łódzkiego, Łódź 2007

Pełny dorobek naukowy I.R. Danki obejmuje ponad 150 prac naukowych, w tym 10 pozycji książkowych.

## Działalność pozanaukowa
Danka jest założycielem nieformalnej grupy kulturowo-religijnej o nazwie Klan Ausran. Jej członkowie stawiają sobie za cel rekonstrukcję życia kulturalnego i religijnego Indoeuropejczyków, posługują się między sobą rekonstruowanym językiem praindoeuropejskim.